# اللاسلطوية والتعليم
تهتم اللاسلطوية بشكل كبير بالتعليم، حيث تناولها كبار منظريها في مؤلفاتهم كويليام غودوين  وماكس شتيرنر.
هناك مجموعة متنوعة من القضايا المرتبطة بالتعليم والتي لاقت اهتمامًا كبيرًا من جانب النشطاء والمنظرين اللاسلطويين. وقد توصلوا إلى دور التعليم في الضبط الاجتماعي والتنشئة الاجتماعية، وحقوق وحريات الشباب والأطفال ضمن السياقات التعليمية، وعدم المساواة التي تحث عليها الأنظمة التعليمية الحالية، بالإضافة إلى تأثير إيديولوجيات الدولة والدين على تعليم الأشخاص، والفصل بين العمل اليدوي والاجتماعي وعلاقته بالتعليم، فضلاً عن التربية الجنسية والتربية الفنية.
وقد قدم اللاسلطوين مختلف البدائل لأنظمة التعليم السائدة المعاصرة والتي جاءت من أنظمة التعليم البديل وبيئاته، والتعليم الذاتي، والدفاع عن حقوق الأطفال والشباب، ونشاط الفكر الحر.

## آراء اللاسلطوين الأوائل حول التعليم

### ويليام غودوين

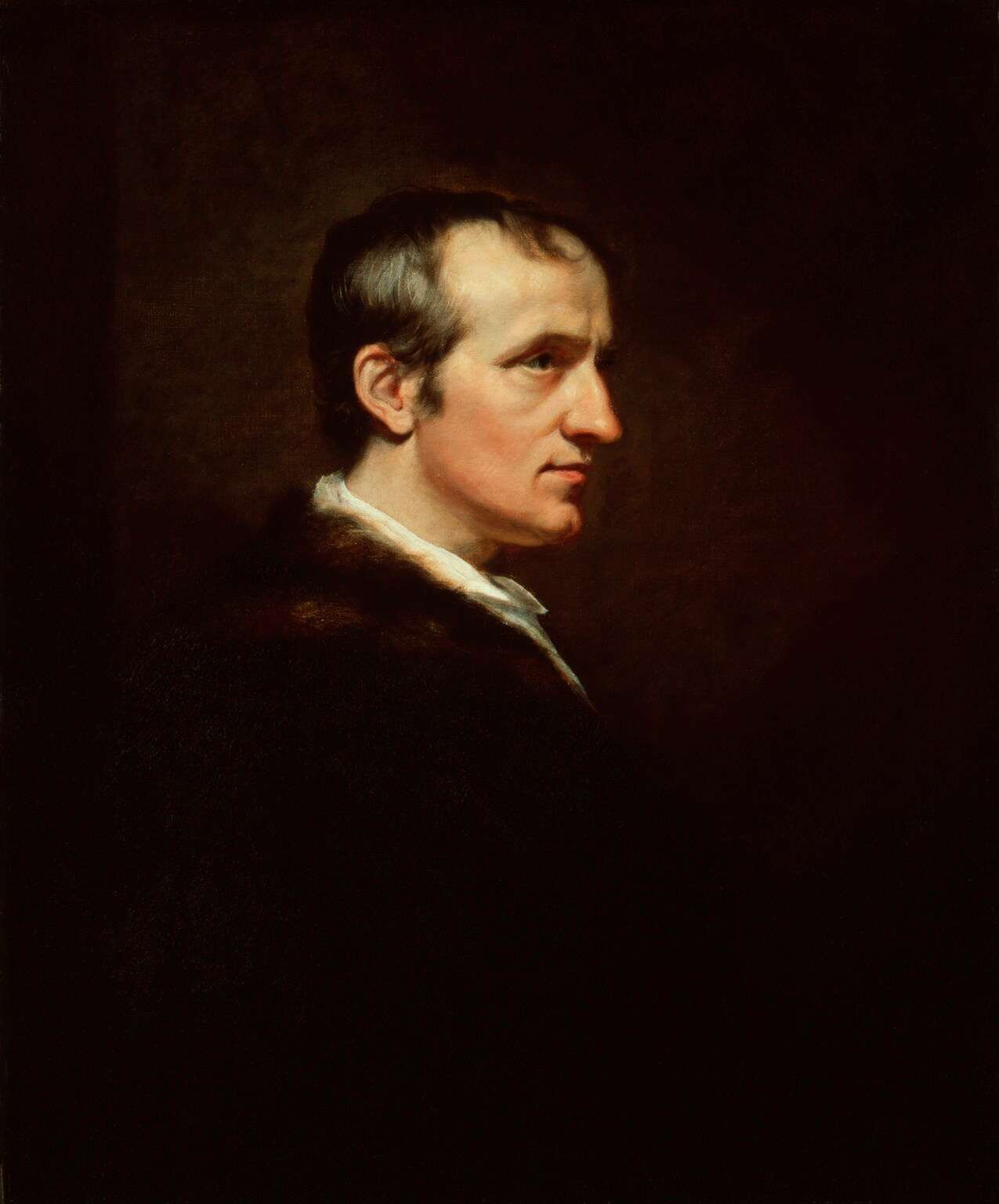
ويليان غودوينبالنسبة

للاسلطوي الإنجليزي الذي عاش في عصر التنوير؛ ويليام غودوين كان التعليم هو الوسيلة الأساسية التي يمكن من خلالها إحداث التغيير.". رأى غودوين أن الهدف الأساسي من التعليم يجب أن يكون هو نشر السعادة. بالنسبة لغودوين رأى أن التعليم يجب أن يحظى"باحترام لاستقلالية الطفل بحيث لا يسمح بأي شكل من أشكال الإكراه" و"التربية التي تحترم ذلك وتسعى للاعتماد على دافعية الطفل ومبادراته" و"الاهتمام بقدرة الطفل على مقاومة الأفكار التي تنقل إليه من خلال المدرسة."
وفي كتابه العدل السياسي انتقد التدريس الذي ترعاه الدولة «وذلك بسبب تحيزه الواضح تجاه الحكومة الوطنية». وكان يرى أن الدولة «لن تفشل في توظيفه لتعزيز قواها وإدامة مؤسساتها.». وكان يعتقد أنه «ليس من الصحيح أننا علينا توجيه شبابنا لتبجيل القانون مهما كان ممتازًا وإنما علينا توجيههم إلى تبجيل الحقيقة؛ والقانون طالما كان متوافقًا مع استنتاجاتهم المستقلة للحقيقة.». قدم عملاً طويلاً يستحق الاهتمام حول موضوع التعليم وهو المستفسر. تأملات في التعليم والأخلاقيات والأدب. In A Series Of Essays.

### ماكس شتيرنر

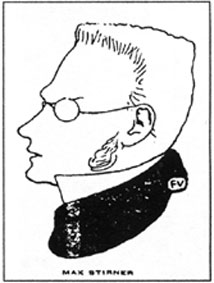
ماكس شتيرنر

ماكس شتيرنر فيلسوف ألماني ارتبط بالأساس بمدرسة الفكر اللاسلطوية المعروفة بـ اللاسلطوية الفردية والذي عمل مدرس بمدرسة في قاعة تمرينات قاعة تمرينات للفتيات الصغار. وقد تناول بطريقة مباشرة موضوع التعليم في مقاله الطويلة مبادئنا الزائفة في التعليم. ومنها «نستشف إصراره على تحقيق هدف الوعي الذاتي الفردي وإصراره الدءوب على تمحور كل شيء حول شخصية الفرد.» وهكذا أضاف شتيرنر«ففي التعليم تكون كل المواد المقدمة ذات قيمة طالما يتعلمها الأطفال بهدف الانتفاع بها أو استخدامها». وتناول في هذه المقالة المناظرات الدائرة بين المعلقين التعليميين الواقعيين والإنسانيين ورأى أن كليهما«مهتم بالمتعلم باعتباره شيئًا ماديًا، شخص يجب العمل عليه أكثر من كونه شخصًا يحفز للتقدم نحو تحقيق الذات وتحريرها» ويرى أن «المعرفة التي لا تقدم لمحصلها سوى أعباء التبعية والتملك التي يتحملها بدلاً من أن تثريه بالكامل بحيث تتحرر الأنا وتنتقل دونما أعباء التملك وتجوب العالم بروح طليقة، فإن مثل تلك المعرفة التي لم تعد شخصية لا تقدم سوى تمهيد فقير لحياة مجدبة.».
وختم هذه المقالة بمقولة «يمكن التعبير عن سقوط التعليم غير التطوعي وبزوغ الإرادة التي ستحكم ذاتها في ضوء الشمس المجيد لدى كل إنسان حر: يجب أن تموت: المعرفة وتولد مرة أخرى كالإرادة وتشق لنفسها طريقًا جديدًا كالإنسان الحر.». وهكذا رأى شتيرنر التعليم «هو الحياة وهناك خارجه الكشف الذاتي لدى الفرد هو المهمة المفروضة عليه.» ورأى أيضًا أن «التربية يجب ألا تتقدم أكثر من ذلك نحو التمدن وإنما نحو تطوير الإنسان الحر؛ الشخصيات السيادية».

### جوشيا وارن (Josiah Warren)

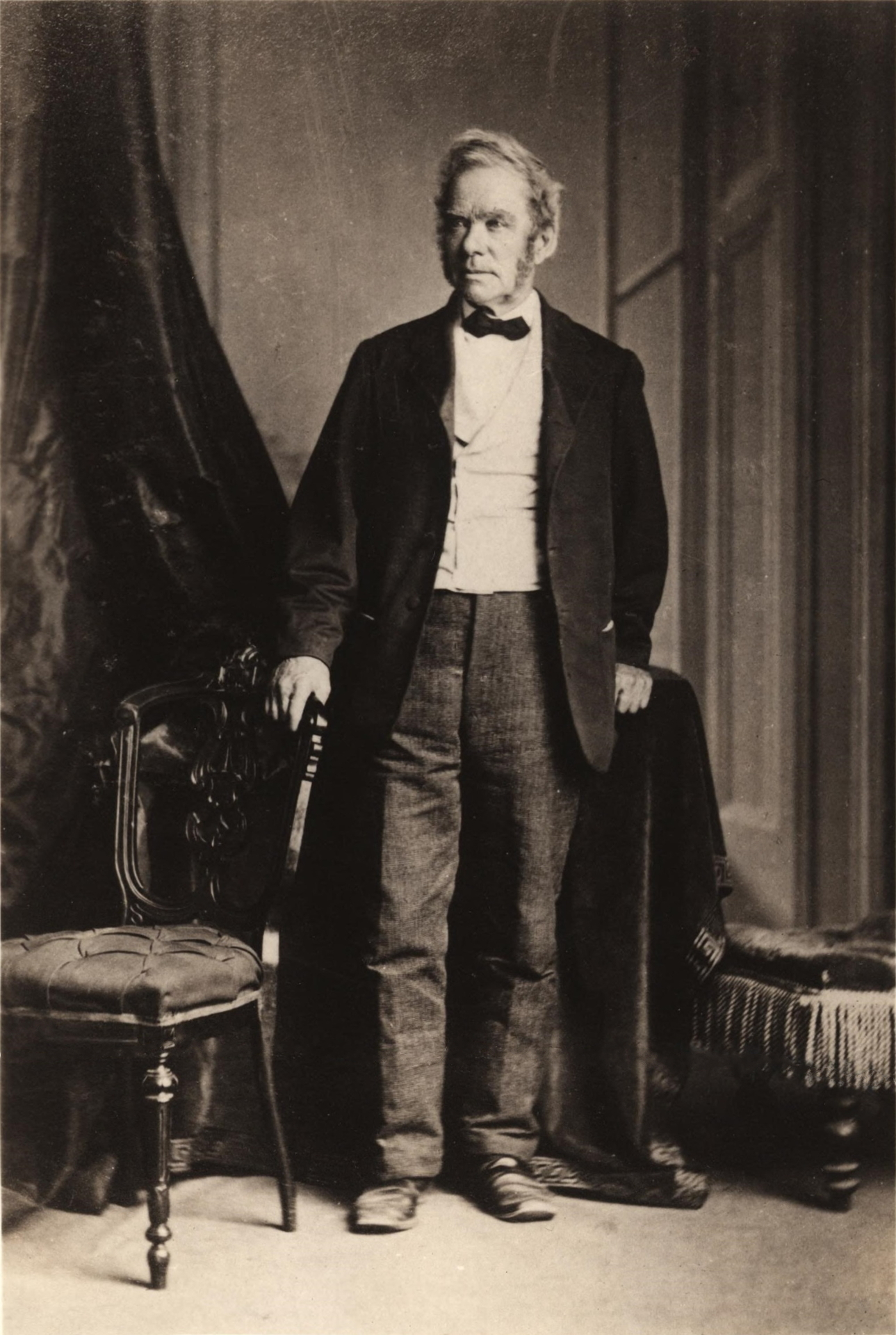
جوشيا وارنجوشيا

وارن يعد أول لاسلطوي أمريكي. "حيث استمتع مدافعو الطوباوية التي بدأها أفلاطون بفكرة خلق سلالات مثالية بتحسين النسل والتعليم ومجموعة من التعليمات الصالحة عالميًا تغرس الهويات المشتركة، وأراد وارن أن يذوب تلك الهويات في محلول السيادة الذاتية الفردية. وقد أكدت تجاربه التربوية، على سبيل المثال، التي من المحتمل أن تكون متأثرة بـ...المنظّر السويسري التربوي جوان هنريتش بستالوزي (Johann Heinrich Pestalozzi) (من خلال روبرت أوين (Robert Owen))- كما نتوقع على- تعزيز قيم الاستقلالية والضمير لدى الأطفال وليس غرس القيم المتصورة مسبقًا."

## وصلات خارجية
- Anarchist texts on education at the Anarchist Library